# Oskar Lüthy
Oskar Wilhelm Lüthy (Berna, 26 de junho de 1882—Zurique, 1 de outubro de 1945) foi um pintor suíço, adscrito ao expressionismo.
Estudou na Escola de Artes Aplicadas e Arquitetura de Berna (Kunstgewerbeschule Bern Architektur), e viveu de 1903 a 1907 no cantão de Valais, onde se iniciou na pintura como autodidata, pintando ao ar livre.
Tomou classes privadas de pintura em Munique com Hans Lietzmann, onde entrou em contato com a pintura religiosa. Em 1911 fundou com Jean Arp e Walter Helbig em Weggis o grupo de artistas Der moderne Bund, com o que participou em três exposições, até 1913. Após estudar na Itália e em Paris, estabeleceu-se em Zurique.
De 1918 a 1920 participou nas exposições do grupo de artistas fundado em Basileia Das Neue Leben. Em 1920 assinou o Manifiesto dadaísta. Através da sua amizade com o pintor Otto Meyer-Amden virou cada vez mais para a antroposofia e para a mística cristã.
Em 1925 o Stadtmuseum de Dresde comprou a sua pintura Madonna. Esta obra foi confiscada pelos nazistas e mostrada na exposição Arte degenerada, onde se expôs com imagens de Karl Schmidt-Rottluff e Emil Nolde. O seu destino ainda se desconhece. Posteriormente, na Suíça recebeu muitas encomendas de instituições religiosas, sendo a sua última grande obra o retábulo da Christuskirche em Oerlikon (1941—1942).